# Resfa Parducci
Resfa Parducci Zevallos (Guayaquil, 27 de octubre de 1915 - 9 de julio de 2008) fue una arqueóloga ecuatoriana.

## Biografía
Fue hija de Nicolás Parducci, arqueólogo. Tras su enseñanza, se convirtió en Arqueóloga, siendo la primera guayaquileña de su profesión. Fue también música, pianista, artista plástica y novicia.
En Los Cerritos, en la Provincia de Santa Elena, participó en excavaciones que permitieron el descubrimiento de un cementerio de la cultura Chorrera.